# Telchinia ochrascens
Telchinia ochrascens is een vlinder uit de familie van de Nymphalidae. De wetenschappelijke naam van de soort is voor het eerst voorgesteld door Emily Mary Bowdler Sharpe in een publicatie uit 1902.
De soort komt voor in Oeganda en Rwanda.